# Julian Schuster
Julian Schuster (Bietigheim-Bissingen, Alemania Occidental, 15 de abril de 1985) es un exjugador y entrenador de fútbol alemán. Actualmente dirige al SC Friburgo de la 1. Bundesliga.

## Trayectoria

### Como jugador
Comenzó su carrera en el FV Löchgau y jugó en la liga regional. Durante las vacaciones de invierno de 2005, se mudó junto con su compañero Marco Pishorn al VfB Stuttgart, donde inicialmente jugó en el segundo equipo. Hizo su debut en la Bundesliga con el equipo profesional el 27 de octubre de 2007 en la victoria por 1-0 ante el Bayer Leverkusen después de que Roberto Hilbert fuera sustituido por lesión. El 17 de diciembre de 2007, Schuster firmó su primer contrato con el club hasta junio de 2010.
Seis meses más tarde se trasladó al SC Friburgo de la 2. Bundesliga. En la temporada 2008-09 participó en el ascenso del equipo a la Bundesliga. Tras la marcha de Heiko Butscher, fue elegido capitán del equipo durante las vacaciones de invierno de la temporada 2011-12. Tras descender nuevamente en 2016, logró devolver rápidamente al equipo y finalmente terminó su carrera tras la temporada 2017-18 con 33 años.

### Como entrenador
Tras su retirada, pasó a ser entrenador de enlace en el SC Friburgo y al mismo tiempo se desempeñaba como asistente técnico. En octubre de 2022, junto con Patrick Baier, sustituyó al entrenador Christian Streich, que dio positivo por COVID-19, durante el partido de la Liga Europa de la UEFA contra el F. C. Nantes. En enero de 2023 completó un curso en la DFB para obtener la Licencia PRO, la máxima acreditación de entrenador del fútbol alemán.
En marzo de 2024 se anunció que asumiría el puesto de entrenador del SC Friburgo a partir de la temporada 2024-25, sucediendo a Streich. En su temporada de debut, llevó al club al quinto puesto y a la clasificación para la Europa League, perdiendo por poco el pase a la Champions League después de una derrota en casa por 3-1 contra el Eintracht Frankfurt en la última jornada.

## Clubes

### Como jugador
| Club             | País     | Año       |
| ---------------- | -------- | --------- |
| VfB Stuttgart II | Alemania | 2005-2008 |
| VfB Stuttgart    | Alemania | 2007-2008 |
| SC Friburgo      | Alemania | 2008-2018 |

### Como entrenador
| Club        | País     | Año           |
| ----------- | -------- | ------------- |
| SC Friburgo | Alemania | 2024-presente |

## Estadísticas como entrenador
| Equipo                 | Div.  | Temporada | Liga  | Liga | Liga | Liga | Liga |       | Copa | Copa | Copa | Copa  |   | Internacional | Internacional | Internacional | Internacional | Internacional |   | Otros | Otros | Otros | Otros |    | Totales     | Totales | Totales | Totales | Totales | Totales | Totales | Totales |
| Equipo                 | Div.  | Temporada | Part. | G    | E    | P    | Pos. | Part. | G    | E    | P    | Part. | G | E             | P             | Pos.          | Part.         | G             | E | P     | Part. | G     | E     | P  | Rendimiento | GF      | GC      | Dif.    |         |         |         |         |
| ---------------------- | ----- | --------- | ----- | ---- | ---- | ---- | ---- | ----- | ---- | ---- | ---- | ----- | - | ------------- | ------------- | ------------- | ------------- | ------------- | - | ----- | ----- | ----- | ----- | -- | ----------- | ------- | ------- | ------- | ------- | ------- | ------- | ------- |
| SC Friburgo · Alemania | 1.ª   | 2024-25   | 34    | 16   | 7    | 11   | 5.º  | 3     | 2    | 0    | 1    | -     | - | -             | -             | -             | -             | -             | - | -     | 37    | 18    | 7     | 12 | 54.96%      | 56      | 57      | -1      |         |         |         |         |
| SC Friburgo · Alemania | 1.ª   | 2025-26   | 0     | 0    | 0    | 0    | -    | 1     | 1    | 0    | 0    | 0     | 0 | 0             | 0             | -             | -             | -             | - | -     | 1     | 1     | 0     | 0  | 100%        | 2       | 0       | +2      |         |         |         |         |
| SC Friburgo · Alemania | Total | Total     | 34    | 16   | 7    | 11   | -    | 4     | 3    | 0    | 1    | 0     | 0 | 0             | 0             | -             | -             | -             | - | -     | 38    | 19    | 7     | 12 | 56.14%      | 58      | 57      | +1      |         |         |         |         |
| 1. 2.                  |       |           |       |      |      |      |      |       |      |      |      |       |   |               |               |               |               |               |   |       |       |       |       |    |             |         |         |         |         |         |         |         |

### Resumen por competiciones
| Competición                        | Partidos | Ganados | Empatados | Perdidos | %      | Resultado        |
| ---------------------------------- | -------- | ------- | --------- | -------- | ------ | ---------------- |
| Bundesliga                         | 34       | 16      | 7         | 11       | 53.92% | 5.º lugar        |
| Copa de Alemania                   | 4        | 3       | 0         | 1        | 75%    | Octavos de final |
| Liga Europa Conferencia de la UEFA | 0        | 0       | 0         | 0        | 0%     | En disputa       |
| TOTAL                              | 38       | 19      | 7         | 12       | 56.14% | Sin Títulos      |

## Palmarés

### Como jugador

#### Campeonatos nacionales
| Título        | Club        | País     | Año     |
| ------------- | ----------- | -------- | ------- |
| 2. Bundesliga | SC Friburgo | Alemania | 2008-09 |
| 2. Bundesliga | SC Friburgo | Alemania | 2015-16 |